# Rio Tocantinzinho
Rio Tocantinzinho är ett vattendrag i Brasilien.   Det ligger i delstaten Goiás, i den centrala delen av landet, 210 km norr om huvudstaden Brasília.
I omgivningarna runt Rio Tocantinzinho växer huvudsakligen savannskog. Runt Rio Tocantinzinho är det mycket glesbefolkat, med 2 invånare per kvadratkilometer.